# Ingazeira
Ingazeira este un oraș în Pernambuco (PE), Brazilia.